# Kila församling, Strängnäs stift
Kila församling var en församling i Strängnäs stift och i Nyköpings kommun i Södermanlands län. Församlingen uppgick 2006 i Kiladalens församling.

## Administrativ historik
Församlingen har medeltida ursprung. 
Församlingen var till 1867 annexförsamling i pastoratet Lunda och Kila som mellan 1615 och 1620 även omfattade Kvarsebo församling. Från 1867 till 1962 utgjorde församlingen ett eget pastorat för att därefter till 1 oktober 1976 vara annexförsamling i pastoratet Lunda, Tuna, Berghammar och Kila för att därefter till 2006 vara annexförsamling i pastoratet Tuna, Bergshammar, Lunda och Kila. Församlingen uppgick 2006 i Kiladalens församling.

## Klockare och organister
| Ämbetstid | Namn                    | Levnadstid | Övrigt   |
| --------- | ----------------------- | ---------- | -------- |
| 1743-1783 | Bengt Andersson Ahlgren | 1705-1783  | Klockare |
| 1783-1801 | Petter Simberg          | 1753-1801  | Klockare |
| 1801-1829 | Johan Eric Simberg      | 1788-1829  | Klockare |
| 1831-1840 | Pehr O. Dahlberg        | 1810-      | Klockare |

## Kyrkor
- Kila kyrka